# Processus articularis superior vertebrae

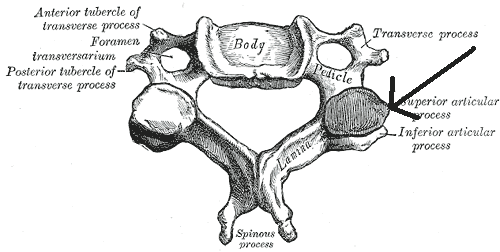
Egy nyakcsigolya (a nyíl mutatja a nyúlványt)

A felső ízületi nyúlvány vagy processus articularis superior vertebrae egy nyúlvány a csigolyákon. Felfelé néz, és a felszíne kevésbé vagy nagyon hátrafelé áll. A felszínét cartilago hyalina (üvegporc) borítja.